# Stazione di Fuencarral
La stazione di Fuencarral è una stazione ferroviaria di Madrid, sulla linea Madrid - Burgos. Non deve essere confusa con l'omonima stazione della metropolitana di Madrid, con la quale non ha connessione diretta.
Forma parte della linea C4 delle Cercanías di Madrid.
Si trova in calle Antonio de Cabezón, nel quartiere Valverde del distretto Fuencarral-El Pardo di Madrid

## Storia
La stazione è stata inaugurata nel 1968.
Con la creazione delle Cercanías di Madrid la stazione passò a far parte della linea C1. Nel 1996 venne creata la linea C7b e nel 2001 la linea C10, entrambe passanti per Fuencarral.
Nel 2008, con la riforma delle Cercanías, Fuencarral passò a far parte esclusivamente della linea C4.